# John Rolls
Báró John Allan Rolls (hivatalos megszólításban Baron Llangattock vagy Lord Llangattock ), Llangattock 1. bárója, DL (1837. február 19. – Monmouth, 1912. szeptember 24.) brit földbirtokos, politikus, mecénás és mezőgazdász.

## Életútja
John Etherington Welch Rolls és Elizabeth Mary Long egyetlen gyermekeként látta meg a napvilágot 1837-ben. Elizabeth a preshawi Walter Long lánya, William Carnegie, Northesk 7. grófjának unokája volt.
Az Eton College-ben tanult, majd az oxfordi Christ Church-ben. Később a Royal Gloucestershire Hussars önkéntes lovasságának kapitánya lett, majd a 4. walesi tábori tüzérség (angolul: Royal Field Artillery) tiszteletbeli ezredese.
1868-ban Londonban feleségül vette Georgiana Marcia Macleant, Sir Charles Fitzroy Maclean, Morvaren 9. bárójának (1798–1883) leányát. A Monmouth határában álló udvarházban (The Hendre) laktak, de Londonban is tartottak fenn házat a Rutland Gate közelében, az úgynevezett South Lodge-ot.
Négy gyermekük született
- The Honourable John Maclean Rolls (1870–1916) Llangattock 2. bárója; gyermektelenül halt meg az első világháborúban
- The Honourable Henry Alan Rolls (1871–1916)
- The Honourable Eleanor Georgiana Rolls (1872–1961) később Lady Shelley-Rolls; 1898. április 23-án házasságot kötött Sir John Courtown Edward Shelley-vel, Castle Goring 6. bárójával, Percy Bysshe Shelley unokaöccsével. Férje 1917-ben királyi engedélyt kapott a Rolls családnév felvételére, ezzel eleget téve apósa végrendelete kérésének. A házasságukból nem született gyermek, így a The Hendre az 1980-as években kikerült a Rolls család tulajdonából, miután egy ideig a család Harding-Rolls ága birtokolta.
- The Honourable Charles Stewart Rolls (1877–1910) a Rolls Royce egyik alapítója.

John Allan három fia közül a leghíresebb Charles Rolls volt, a Rolls-Royce társalapítója. Mindamellett, hogy érdekelték az autók és a repülők, Charles tehetséges hőlégballonos is volt. 1910 júliusában hunyt el, amikor repülője a bournemouthszi bemutatón lezuhant. Ő volt az első angol, aki repülőgép-szerencsétlenségben vesztette életét.
Rollszot 1875-ben Monmouthshire főszolgabírójává (angolul: High Sheriff) nevezték ki és 1880 és 1885 között Monmoutshire képviselője volt az angol parlamentben. 1892-ben kapta meg a főnemesi címet: Lord Llangattock, Llangattock 1. bárója. 1896 és 1897 között Monmouth polgármestere volt. Mindemellett városi rendőrbíró (angolul: magistrate) is volt valamint a grófság alispánja (angolul: Deputy Lieutenant). Rolls szabadkőműves volt, 1894-ben a kerületi nagymester lett. A Szabadkőműves Llangattock Páholyt 1895-ben alapították a tiszteletére.
Shire lovakat tenyésztett, és a mezőgazdászok köreiben hírnevet szerzett Shorthorn és Hereford marhák és Shropshire juhok tenyésztésével. A londoni régészek társaságának tagja volt. Számos monmouthshire-i templomot újíttatott fel saját költségén. Kiemelkedő tagja volt az Élveboncolás-elleni Társaságnak. Az állatok élve boncolását erkölcstelennek és megalázónak tartotta. Nézetei miatt gyakran került ellentétbe politikustársaival, akik nem egyszer szemére vetették, hogy ugyan érzelmekkel viseltetik az állatok iránt, mégis a birtokán rendezett vadászatokon több száz fácánt lőnek ki.
John Allan Rolls bárói címe révén a család és a ház társadalmi elismertségének csúcspontjához érkezett. A legjelentősebb esemény a yorki herceg és hercegné látogatása volt, akik 1900 októberében és novemberében vendégeskedtek Lord és Lady Llangattock birtokán. A hercegi párt Charles Rolls autós kirándulásra invitálta és valószínűleg ez volt az első alkalom, amikor a pár motorizált közlekedési alkalmatosságon utazott. Ez egy nagyon jelentős esemény volt a család életében, hiszen ezáltal megerősítést nyertek mint a társadalom felsőbb rétegének tagjai.
Lord Llangattock 1912. szeptember 24-én hunyt el.

## Családfája
|                                |                                |                                |                                |                                |                                |  |  |                              |                              | John Rolls (1735–1801)       | John Rolls (1735–1801)       | John Rolls (1735–1801)       | John Rolls (1735–1801)       | John Rolls (1735–1801) | John Rolls (1735–1801) |                                     |                                     | Sarah (? - 1801)                       | Sarah (? - 1801)                       | Sarah (? - 1801)                                  | Sarah (? - 1801)                                  | Sarah (? - 1801)                                  | Sarah (? - 1801)                                  |                                                   |                                                   |                                   |                                   |                                        |                                        |                                        |                                        |                                        |                                        |
|                                |                                |                                |                                |                                |                                |  |  |                              |                              | John Rolls (1735–1801)       | John Rolls (1735–1801)       | John Rolls (1735–1801)       | John Rolls (1735–1801)       | John Rolls (1735–1801) | John Rolls (1735–1801) |                                     |                                     | Sarah (? - 1801)                       | Sarah (? - 1801)                       | Sarah (? - 1801)                                  | Sarah (? - 1801)                                  | Sarah (? - 1801)                                  | Sarah (? - 1801)                                  |                                                   |                                                   |                                   |                                   |                                        |                                        |                                        |                                        |                                        |                                        |
|                                |                                |                                |                                |                                |                                |  |  |                              |                              |                              |                              |                              |                              |                        |                        |                                     |                                     |                                        |                                        |                                                   |                                                   |                                                   |                                                   |                                                   |                                                   |                                   |                                   |                                        |                                        |                                        |                                        |                                        |                                        |
|                                |                                |                                |                                |                                |                                |  |  |                              |                              |                              |                              |                              |                              | John Rolls (1776–1837) | John Rolls (1776–1837) | John Rolls (1776–1837)              | John Rolls (1776–1837)              | John Rolls (1776–1837)                 | John Rolls (1776–1837)                 |                                                   |                                                   | Martha                                            | Martha                                            | Martha                                            | Martha                                            | Martha                            | Martha                            |                                        |                                        |                                        |                                        |                                        |                                        |
|                                |                                |                                |                                |                                |                                |  |  |                              |                              |                              |                              |                              |                              | John Rolls (1776–1837) | John Rolls (1776–1837) | John Rolls (1776–1837)              | John Rolls (1776–1837)              | John Rolls (1776–1837)                 | John Rolls (1776–1837)                 |                                                   |                                                   | Martha                                            | Martha                                            | Martha                                            | Martha                                            | Martha                            | Martha                            |                                        |                                        |                                        |                                        |                                        |                                        |
|                                |                                |                                |                                |                                |                                |  |  |                              |                              |                              |                              |                              |                              |                        |                        |                                     |                                     |                                        |                                        |                                                   |                                                   |                                                   |                                                   |                                                   |                                                   |                                   |                                   |                                        |                                        |                                        |                                        |                                        |                                        |
|                                |                                |                                |                                |                                |                                |  |  |                              |                              |                              |                              |                              |                              |                        |                        |                                     |                                     | John Etherington Welch Rolls (1807–70) | John Etherington Welch Rolls (1807–70) | John Etherington Welch Rolls (1807–70)            | John Etherington Welch Rolls (1807–70)            | John Etherington Welch Rolls (1807–70)            | John Etherington Welch Rolls (1807–70)            |                                                   |                                                   | Elizabeth Mary Long               | Elizabeth Mary Long               | Elizabeth Mary Long                    | Elizabeth Mary Long                    | Elizabeth Mary Long                    | Elizabeth Mary Long                    |                                        |                                        |
|                                |                                |                                |                                |                                |                                |  |  |                              |                              |                              |                              |                              |                              |                        |                        |                                     |                                     | John Etherington Welch Rolls (1807–70) | John Etherington Welch Rolls (1807–70) | John Etherington Welch Rolls (1807–70)            | John Etherington Welch Rolls (1807–70)            | John Etherington Welch Rolls (1807–70)            | John Etherington Welch Rolls (1807–70)            |                                                   |                                                   | Elizabeth Mary Long               | Elizabeth Mary Long               | Elizabeth Mary Long                    | Elizabeth Mary Long                    | Elizabeth Mary Long                    | Elizabeth Mary Long                    |                                        |                                        |
|                                |                                |                                |                                |                                |                                |  |  |                              |                              |                              |                              |                              |                              |                        |                        |                                     |                                     |                                        |                                        |                                                   |                                                   |                                                   |                                                   |                                                   |                                                   |                                   |                                   |                                        |                                        |                                        |                                        |                                        |                                        |
|                                |                                |                                |                                |                                |                                |  |  |                              |                              |                              |                              |                              |                              |                        |                        |                                     |                                     |                                        |                                        | John Allan Rolls, 1. Llangattock báró (1837–1912) | John Allan Rolls, 1. Llangattock báró (1837–1912) | John Allan Rolls, 1. Llangattock báró (1837–1912) | John Allan Rolls, 1. Llangattock báró (1837–1912) | John Allan Rolls, 1. Llangattock báró (1837–1912) | John Allan Rolls, 1. Llangattock báró (1837–1912) |                                   |                                   | Georgiana Marcia Maclean (1837 – 1923) | Georgiana Marcia Maclean (1837 – 1923) | Georgiana Marcia Maclean (1837 – 1923) | Georgiana Marcia Maclean (1837 – 1923) | Georgiana Marcia Maclean (1837 – 1923) | Georgiana Marcia Maclean (1837 – 1923) |
|                                |                                |                                |                                |                                |                                |  |  |                              |                              |                              |                              |                              |                              |                        |                        |                                     |                                     |                                        |                                        | John Allan Rolls, 1. Llangattock báró (1837–1912) | John Allan Rolls, 1. Llangattock báró (1837–1912) | John Allan Rolls, 1. Llangattock báró (1837–1912) | John Allan Rolls, 1. Llangattock báró (1837–1912) | John Allan Rolls, 1. Llangattock báró (1837–1912) | John Allan Rolls, 1. Llangattock báró (1837–1912) |                                   |                                   | Georgiana Marcia Maclean (1837 – 1923) | Georgiana Marcia Maclean (1837 – 1923) | Georgiana Marcia Maclean (1837 – 1923) | Georgiana Marcia Maclean (1837 – 1923) | Georgiana Marcia Maclean (1837 – 1923) | Georgiana Marcia Maclean (1837 – 1923) |
|                                |                                |                                |                                |                                |                                |  |  |                              |                              |                              |                              |                              |                              |                        |                        |                                     |                                     |                                        |                                        |                                                   |                                                   |                                                   |                                                   |                                                   |                                                   |                                   |                                   |                                        |                                        |                                        |                                        |                                        |                                        |
|                                |                                |                                |                                |                                |                                |  |  |                              |                              |                              |                              |                              |                              |                        |                        |                                     |                                     |                                        |                                        |                                                   |                                                   |                                                   |                                                   |                                                   |                                                   |                                   |                                   |                                        |                                        |                                        |                                        |                                        |                                        |
|                                |                                |                                |                                |                                |                                |  |  |                              |                              |                              |                              |                              |                              |                        |                        |                                     |                                     |                                        |                                        |                                                   |                                                   |                                                   |                                                   |                                                   |                                                   |                                   |                                   |                                        |                                        |                                        |                                        |                                        |                                        |
| John Maclean Rolls (1870–1916) | John Maclean Rolls (1870–1916) | John Maclean Rolls (1870–1916) | John Maclean Rolls (1870–1916) | John Maclean Rolls (1870–1916) | John Maclean Rolls (1870–1916) |  |  | Henry Alan Rolls (1871–1916) | Henry Alan Rolls (1871–1916) | Henry Alan Rolls (1871–1916) | Henry Alan Rolls (1871–1916) | Henry Alan Rolls (1871–1916) | Henry Alan Rolls (1871–1916) |                        |                        | Eleanor Georgiana Rolls (1872–1961) | Eleanor Georgiana Rolls (1872–1961) | Eleanor Georgiana Rolls (1872–1961)    | Eleanor Georgiana Rolls (1872–1961)    | Eleanor Georgiana Rolls (1872–1961)               | Eleanor Georgiana Rolls (1872–1961)               |                                                   |                                                   | Charles Stewart Rolls (1877–1910)                 | Charles Stewart Rolls (1877–1910)                 | Charles Stewart Rolls (1877–1910) | Charles Stewart Rolls (1877–1910) | Charles Stewart Rolls (1877–1910)      | Charles Stewart Rolls (1877–1910)      |                                        |                                        |                                        |                                        |

## Fordítás
- Ez a szócikk részben vagy egészben  a   John Rolls, 1st Baron Llangattock című angol Wikipédia-szócikk ezen változatának fordításán alapul.  Az eredeti cikk szerkesztőit annak laptörténete sorolja fel. Ez a jelzés csupán a megfogalmazás eredetét és a szerzői jogokat jelzi, nem szolgál a cikkben szereplő információk forrásmegjelöléseként.